# Pomazaniec

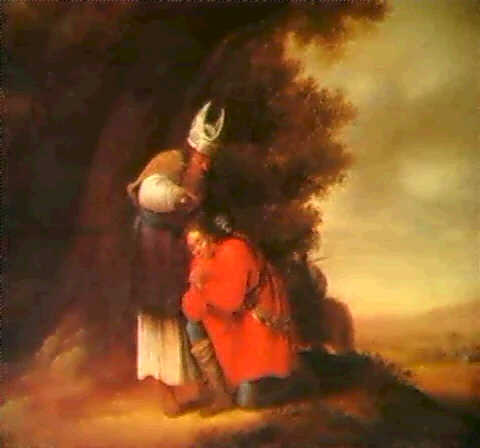
Cornelis Brouwer – Namaszczenie Króla Dawida

Pomazaniec, Namaszczony, Mesjasz (hebr. מָשִׁיחַ, trl. mäʃijχä), Chrystus (gr. χριστός), pot. Wybraniec – w judaizmie i chrześcijaństwie pierwotnie religijny tytuł królów, kapłanów-lewitów i proroków – osób namaszczonych (pomazanych) olejem. Z czasem, pod wpływem proroków, to biblijne określenie nabrało eschatologicznego znaczenia – określa ono osobę, zapowiedzianą przez Jahwe, która ma przynieść ostateczne rozwiązanie problemu zła, grzechu i śmierci w świecie i ustanowić tzw. królestwo mesjańskie, będące nowym rajem, przewyższającym szczęście pierwszego. Nowy Testament uznał, że zapowiedzianym Mesjaszem jest Jezus Chrystus, a chrześcijanie te fragmenty Starego Testamentu, które odnoszą się do mesjanizmu traktują jako przepowiednie nadejścia Jezusa. Wyznawcy judaizmu – żydzi – wciąż trwają w oczekiwaniu na przyjście Mesjasza.

## Judaizm

### Tora i Prorocy
Pierwotnie, w Starym Testamencie, tytuł ten odnosił się wyłącznie do osób, z których powołaniem wiązał się obrzęd namaszczenia olejem świętym. Zaliczali się do nich królowie (por. Saul), kapłani (por. Aaron) oraz prorocy (por. Elizeusz). W okresie przesiedleń nazwa Pomazaniec zaczęła być wiązana z proroctwem przyjścia Wyzwoliciela mającego przywrócić Królestwo Izraela.

### Teologia rabinistyczna
Oczekiwanie na Mesjasza jest jedną z podstawowych prawd wiary judaizmu, sformułował ją wyraźnie w swoich Trzynastu zasadach wiary Mojżesz Majmonides (1135–1204) – jeden z ważniejszych autorytetów w interpretacji tradycji żydowskiej. Wśród zasad jest prawda o przyjściu Mesjasza: Wierzę z całkowitym przekonaniem w przyjście Mesjasza i mimo iż może się opóźnić, oczekuję Jego przyjścia codziennie. Wiele wspólnot żydowskich włączyło recytację Zasad Majmonidesa do swoich porannych modlitw. W nowszych czasach odnotowuje się trend modernistyczny, któremu obce jest pojęcie nadprzyrodzonej interwencji Boga w sprawy ludzkości, starający się wykazać, że judaizm w czasach Jezusa Chrystusa nigdy nie stawiał w swym centrum oczekiwania na Mesjasza. Inną niż modernizm przyczyną tych prób może być chęć oddalenia pytania, na ile Jezus tytułujący się Mesjaszem spełnił to, co o Mesjaszu mówili prorocy.
Według rabinów z nurtu chasydzkiego, wydarzeniem, które wyznaczyło początek budowy epoki mesjańskiej było zniszczenie Drugiej Świątyni przez Rzymian w 70 r. n.e. i późniejsze czasy wygnania, które trwają do dziś. Według Yehudy Leiba Schapiro, dziekana Kolegium Rabinistycznego Jesziwy Gedoli (Yeshiva Gedola Rabbinical College) w Greater Miami, to, co stare musiało zostać zniszczone, aby dać miejsce pod budowę nowej Świątyni Mesjasza i przyszłemu objawieniu Ha-Szem, które przewyższy wszystko, co jest znane do tej pory. Takie jest znaczenie święta Tisza be-Aw. Będzie to święto objawienia się Mesjasza.

### Mesjasz w celebracji paschy
Oczekiwanie na mesjasza jest istotnym elementem sederu paschalnego, symbolem są otwarte drzwi i czwarty kielich czekający na proroka Eliasza, który przed nadejściem mesjasza ma powrócić z niebios, do których został zabrany (por. 2 Krl 2,11–13).

## Chrześcijaństwo
Dla chrześcijaństwa nazwa Pomazaniec, która poprzez grekę i łacinę, dotarła do naszych czasów w postaci synonimu Chrystus, ma znaczenie zasadnicze. Powodem jest wiara w to, że Pomazańcem, jedynym, prawdziwym i ostatecznym jest Jezus Chrystus.

### Stary Testament
Słowo Pomazaniec z początku było określeniem króla jako wykonawcy Bożych poleceń, mającego mandat od Ducha Świętego. (por. 1 Sm 9,16; 10,1.10; 16,13; Sdz 9,8). Był on zatem postacią, wobec której należało podchodzić z szacunkiem wypływającym z religijności (por. 1 Sm 24,7.11; 26,9.11.23; 2 Sm 1,14.16). Pomazaniec był też wybrańcem Boga. Taką rolę króla-pomazańca pokazuje Ps 45,8. W Psalmie 2 w. 7 jest on ukazany jako Syn Boży.
Oprócz osoby króla, wykorzystywano tę nazwę również w odniesieniu do innych postaci, np. kapłanów.
Nadzieje mesjanistyczne związane z ziemskim monarchą Izraela skończyły się w okresie po powrocie z wygnania babilońskiego wraz z Zorobabelem, który nie został koronowany, co znaczyło, że nie on był wypełnieniem proroctwa Zachariasza:

Tak mówi Pan Zastępów: Przyjdzie mąż, a imię jego Odrośl. Na miejscu swoim wyrośnie i zbuduje świątynię Pańską. (...) Korona niech będzie w świątyni Pańskiej pamiątką i znakiem łaski. (Za 6,9nn; por. rozdz. 3 i 4; Ag 2,20–23)

Wyrazem oczekiwania na Mesjasza w Starym Testamencie, już nie na ziemskiego króla, lecz na tajemniczą osobę posłaną przez Boga, są inne tytuły jak Sługa Jahwe z Księgi Izajasza 49,3.6; 52,13 (jest to tzw. Księga pocieszenia Izajasza lub Deutero-Izajasza) oraz Syn Człowieczy z proroctwa Daniela z rozdz. 7:

Patrzałem w nocnych widzeniach: a oto na obłokach nieba przybywa jakby Syn Człowieczy. Podchodzi do Przedwiecznego i wprowadzają Go przed Niego. Powierzono Mu panowanie, chwałę i władzę królewską, a służyły Mu wszystkie narody, ludy i języki. Panowanie Jego jest wiecznym panowaniem, które nie przeminie, a Jego królestwo nie ulegnie zagładzie (Dn 7, 13–15).

Te dwa proroctwa uznają za mesjańskie we właściwym tego słowa znaczeniu nawet tacy uczeni jak Joachim Becker, którzy w duchu skrajnego nurtu krytyki historyczno-literackiej, odrzucają większość duchowych interpretacji figur mesjańskich Starego Testamentu.

### Proroctwa w Starym Testamencie dotyczące Mesjasza
Teolodzy chrześcijańscy dostrzegają proroctwa mesjańskie w ponad 100 fragmentach Starego Testamentu. Większość z nich jest uznawana za mesjańskie także przez komentatorów judaistycznych. Niektórzy autorzy podają nawet liczbę 456 fragmentów.
Jezus w rozmowie z uczniami idącymi do Emaus, zaczynając od Mojżesza, poprzez wszystkich proroków wykładał im, co we wszystkich Pismach odnosiło się do Niego (Łk 24,27). Roy H. Shoeman zebrał najważniejsze miejsca.

#### Czas przyjścia Mesjasza (Dn 9,24–27)
Jak wykazywał Roy H. Schoeman, w dziewiątym rozdziale Księgi Daniela znajduje się proroctwo dotyczące dokładnego czasu pojawienia się Pomazańca-Mesjasza w ziemskiej historii Izraela. 
Księga Daniela 9,24–27 mówi najpierw o 70 tygodniach, w których dokona się zbawienie narodu i świętego miasta Jerozolimy. Według proroctwa miało to wyglądać następująco: siedem tygodni i sześćdziesiąt dwa tygodnie od decyzji odbudowania Świątyni do Władcy-Pomazańca. W tym czasie zostaną odbudowane dziedziniec i wał:

(26) A po sześćdziesięciu dwóch tygodniach Pomazaniec zostanie zgładzony i nie będzie dla niego... Miasto zaś i świątynia zginie wraz z wodzem, który nadejdzie. Koniec jego nastąpi wśród powodzi, i do końca wojny potrwają zamierzone spustoszenia. (27) Utrwali on przymierze dla wielu przez jeden tydzień. A około połowy tygodnia ustanie ofiara krwawa i ofiara z pokarmów. (Dn 9,26–27)

W apokaliptycznej symbolice żydowskiej 1 tydzień to liczba 7, 1 dzień to symboliczny 1 rok, stąd 7 tygodni to 49 lat, 62 tygodnie to 434 lata a 70 tygodni to 490 lat. Według Roya H. Shoemana, lata te pasują do pojawienia się Jezusa Chrystusa bardzo dokładnie. Zdanie, słowo, że ...zostanie odbudowana Świątynia – odnosi się do rozkazu króla Artakserksesa (por. Ezdr 7,11–26). Władca podjął tę decyzję w 458 r. przed Chr. Odbudowa murów Jerozolimy zajęła dokładnie siedem tygodni, czyli 49 lat, Koniec odbudowy murów jest zaznaczony zakończeniem w roku 409 przez namiestnika Nehemiasza sprawowania funkcji zarządcy Judei. Gdy doda się 62 tygodnie, dochodzi się do roku 26 AD. Wielu, włączając w to Euzebiusza z Cezarei, podaje tę datę jako rok chrztu Jezusa. Z kolei pół tygodnia, czyli trzy i pół dnia, czyli trzy i pół roku, kiedy w Świątyni ustanie krwawa ofiara i ofiara pokarmowa odnosi się do zdania z Mt 27,51, które mówi, że w chwili śmierci Jezusa zasłona w Świątyni rozdarła się na dwoje. Ustanie ofiar potwierdza też tekst z Talmudu Rosz Haszana 31b. W ciągu pokolenia Rzymianie zniszczyli Świątynię i wysłali Żydów na wygnanie.
Wśród najstarszych ojców Kościoła nie było zgodności jak interpretować postać Władcy-Pomazańca z wersu 25. Nie wszyscy też widzieli w wersie 26 odniesienie do śmierci Jezusa.

#### Miejsce i pochodzenie Mesjasza
Następujące teksty mówią o pochodzeniu mesjasza: z Judy – Rdz 49, 10; z potomstwa Jakuba – Lb 24,17; z potomstwa Jessego, ojca króla Dawida – Iz 11,1–2. Proroctwo to cytowane jest w Mt 1,1–16, Łk 3,23–28, Rz 15,12.
Mesjasz będzie potomkiem króla Dawida – 2 Sm 7,12–13 oraz Jr 23,5. Będzie narodzony w Betlejem – Mi 5,2, cytowane w Mt 2,1–6. Narodzi się z dziewicy – Iz 7,14, cytowane dosłownie w Mt 1,22–23. Niektórzy żydowscy apologeci twierdzą, że hebrajskie słowo użyte przez Izajasza alma /עלמה/ może oznaczać po prostu młodą kobietę. Jednak, jak argumentuje Schoeman, wtedy trudno byłoby to uznać za cudowny znak, o który chodzi w tym proroctwie. Również grecka Septuaginta, które było tłumaczeniem dokonanym w diasporze przez Żydów dla Żydów, ukończonym w całości co najmniej 150 lat przed Chr., tłumaczy alma słowem greckim parthenos – dziewica.

#### Misja Mesjasza
Jest wiele proroctw o misji Mesjasza. Będzie przygotowana przez poprzednika – Iz 40,3–5, cytowane w Mt 3,1–3 oraz Ml 3,1; uzdrowi chorych – Iz 35, 4–7; uwolni zniewolonych – Iz 61,1–2, proroctwo to Jezus sam odnosi do siebie w Łk 4,16–21. O miejscu zamieszkania – Iz 9,1–2,mówi o tym Mt 4,13–16. Gdy przyjdzie, wielu będzie występować przeciwko niemu – Iz 6,9–10, co Jezus sam zastosował do siebie w Mt 13,14–15. Także Ewangelia Jana odnosi ten tekst razem z Iz 53,1 do Jezusa w J 12,37–41. Cechy osoby mesjasza: Iz 9,6 oraz jego duch: Iz, 11,2–4.

#### Męka i śmierć Mesjasza
Proroctwo Zachariasza w rozdz. 9 zapowiadało wjazd mesjasza do Jerozolimy:

Raduj się wielce, Córo Syjonu, wołaj radośnie, Córo Jeruzalem! Oto Król twój idzie do ciebie, sprawiedliwy i zwycięski. Pokorny – jedzie na osiołku, na oślątku, źrebięciu oślicy. (Za 9,9)

Zostało to zacytowane w J 12,12–16. Ponadto rozdziały 12 i 13 Księgi Zachariasza zapowiadają szczegóły śmierci Mesjasza: 12,10:

Będą patrzeć na tego, którego przebili, i boleć będą nad nim, jak się boleje nad jedynakiem, i płakać będą nad nim, jak się płacze nad pierworodnym.

Cytowane przez J 19,37. Proroctwo o płaczu nad pomazańcem, odnosi się także do paruzji, do drugiego przyjścia Chrystusa, kiedy wielu Żydów się nawróci i wtedy będą płakać, chociaż nie płakali od razu. Nawrócenie Żydów zapowiadał Jezus w Mt 23, 37–39 oraz Paweł w Rz 11,25–26. Na eschatologiczne wypełnienie tych słów wskazuje kontekst proroctwa: Za 12,6–14,9.
Księga Mądrości zawiera wiele zapowiedzi cierpień Mesjasza: Mdr 2, 12–24, wypełnienie ukazują: Mt 23,23–28, Mt 5, 10; J 5,18; Mt 27, 39–43. Wielu uważa pieśni Sługi Pańskiego np. Iz 53 za proroczy opis cierpień Jezusa Mesjasza, np. Iz 53, 1–12; cytowany w J 12,37n; Mt 8,16n; Mk 15,27n; J 19,15; Mt 27, 57–60.
Psalm 22: Boże mój, Boże mój czemuś mnie opuścił? jest cytowany jako wypełniony na Jezusie w Mt 27,46. Wers 16 tego Psalmu: przebili ręce i nogi moje przysparza pewne trudności. Nowsze wydania żydowskie podają go w innym brzmieniu niż chrześcijańskie. Biorą one inny wariant tekstu, w którym słowo przebili, czytane fonetycznie cah-roo /כרו/, różni się o jedną literę i wtedy czyta się jak caah-ree /כרי/ i znaczy jak lew. Różnica w słowie jest bardzo niewielka – jedna mała litera. W używanej przez chrześcijan wersji jest waw /ו/, w żydowskiej jod /י/ – litery różnią się długością pionowej kreski. Ponieważ najstarsze zachowane kopie tekstu oryginalnego pochodzą z XI w. możliwość popełnienia błędu przy kopiowaniu jest znacząca. Apologeci żydowscy wysuwają zarzuty, że chrześcijanie celowo wprowadzili ten błąd do tekstu. Jednak żydowskie tłumaczenia tego fragmentu na język grecki i syryjski, dokonane w epoce przedchrześcijańskiej, mają wersję przebili, co świadczy, że starsze rękopisy zawierały tę wersję, którą używają chrześcijanie i jednocześnie wyklucza możliwość interwencji chrześcijańskiej w tekst. Raczej można sądzić odwrotnie, że jakiś żydowski kopista skrócił kreskę w literze. Jednak sformułowanie, które wyszło: jak lew moje ręce i nogi nie jest zbyt zręczne w porównaniu z, wydaje się, pierwotną wersją: przebili moje ręce i nogi.
Psalm 22 werset 18 cytowany jest w J 19,23–24: rzucili los o moją suknię... Inne proroctwo, Zachariasza 13,7 cytuje sam Jezus, jako zapowiedź rozproszenia się Jego uczniów: Uderzę pasterza i owce trzody się rozproszą (Mt 26, 31). Piotr idzie za aresztowanym Jezusem w znacznej odległości, obawiając się aresztowania, czym nieświadomie wypełnia zapowiedź Psalmu 38, 12: Moi przyjaciele i moi bliscy stoją z daleka.
Również Psalm 34 zawiera szczegóły śmierci Mesjasza. Wers 20: ani jedna z nich /jego kości/ nie ulegnie złamaniu jest cytowany w J 19 w. 31 i dosłownie ww. 33–36:

Zaświadczył to ten, który widział, a świadectwo jego jest prawdziwe. On wie, że mówi prawdę, abyście i wy wierzyli. Stało się to bowiem, aby się wypełniło Pismo: Kość jego nie będzie złamana. (J 19,35n)

### Nowy Testament

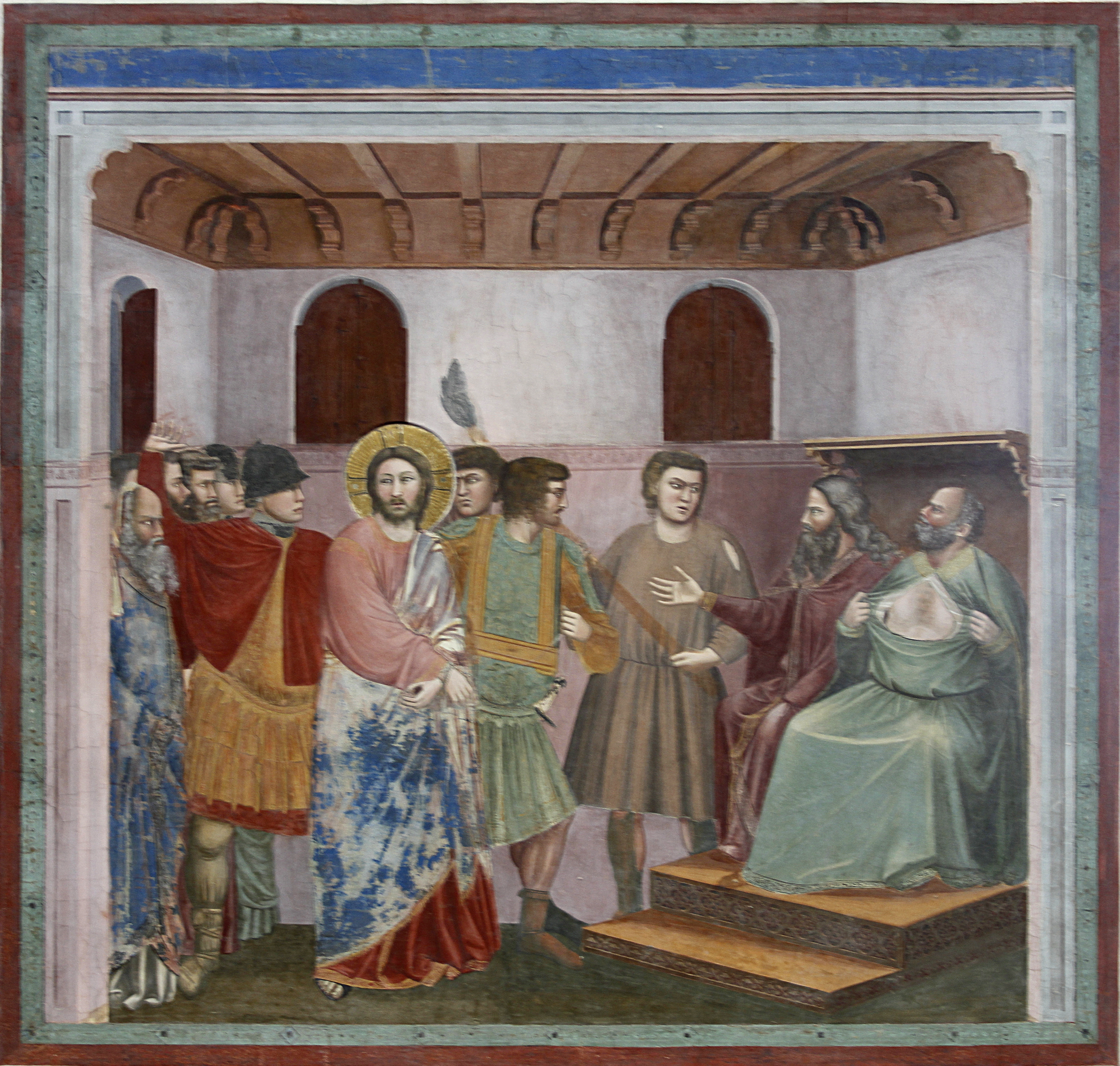
Giotto, Chrystus przed Kajfaszem

Sam Jezus cytował proroctwo Daniela w czasie przesłuchania przed Sanhedrynem Izraela. Rada jednoznacznie zrozumiała to jako przypisanie sobie tytułu Boskiego i oskarżyła Jezusa o bluźnierstwo:

Lecz Jezus milczał. A najwyższy kapłan rzekł do Niego: Poprzysięgam Cię na Boga żywego, powiedz nam: Czy Ty jesteś Mesjasz, Syn Boży? Jezus mu odpowiedział: Tak, Ja Nim jestem. Ale powiadam wam: Odtąd ujrzycie Syna Człowieczego, siedzącego po prawicy Wszechmocnego, i nadchodzącego na obłokach niebieskich. Wtedy najwyższy kapłan rozdarł swoje szaty i rzekł: Zbluźnił. Na cóż nam jeszcze potrzeba świadków? Oto teraz słyszeliście bluźnierstwo. Co wam się zdaje? Oni odpowiedzieli: Winien jest śmierci.

Tak więc w Nowym Testamencie tytuł Pomazańca odnosi się wyraźnie do osoby Jezusa.
To że Jezus jest Pomazańcem, zapowiedziane było w orędziu anioła przy jego narodzeniu („Dziś narodził się wam Zbawiciel, którym jest Mesjasz, Pan”), poprzez wyznanie Piotra: „Ty jesteś Mesjasz”, aż do licznych przykładów tytułowania go w ten sposób w Listach Apostolskich.

### Teologia chrześcijańska
W czasach Ojców Kościoła uwydatniana była rola Jezusa jako Pomazańca nie tylko dla zaznaczenia jego roli Odkupiciela, ale również dla podkreślenia trynitarnej tajemnicy Boga, w której „namaszczeniem” Jezusa jest Duch Święty.
Teologia niektórych Kościołów chrześcijańskich (np. katolicka) podkreśla udział członków Kościoła w mistycznym Ciele Jezusa i jego misji: kapłańskiej, królewskiej i proroczej. Z tego powodu w liturgii nadal stosuje się gest namaszczenia jako znak sakramentów: chrztu, bierzmowania, święceń i namaszczenia chorych.